# 下涯镇
下涯镇，浙江省建德市下辖的一个镇，位于建德市中部。西邻新安江街道、莲花镇，东临杨村桥镇，南邻马目乡。全镇总面积158.41平方公里，总人口2.5万人。耕地面积17450亩。

## 行政区划
现辖：
下涯社区、马目社区、施家埠村、大洲村、金洲村、春秋村、下涯村、乌驹市村、江湾村、之江村、联和村、马目村和丰和村。